# 鮑普雷斯岩
64°54′S 63°37′W / 64.900°S 63.617°W
鮑普雷斯岩（英語：Bauprés Rocks）是南極洲的岩石，處於佩爾蒂埃海峽南部入口處，屬於帕默群島的一部分，由讓-巴蒂斯特·夏古率領的法國探險隊繪入地圖，現時由南極條約體系管理。